# Lití
Lití är en ort i Grekland.   Den ligger i prefekturen Nomós Thessaloníkis och regionen Mellersta Makedonien, i den norra delen av landet, 300 km norr om huvudstaden Aten. Lití ligger 134 meter över havet och antalet invånare är 3 226.
Terrängen runt Lití är kuperad åt sydväst, men åt nordost är den platt. Runt Lití är det ganska tätbefolkat, med 104 invånare per kvadratkilometer. Närmaste större samhälle är Thessaloníki, 12,0 km söder om Lití. == Kommentarer ==
1. ↑  Framräknat ur variansen i alla höjduppgifter (DEM 3") från Viewfinder Panoramas, inom 10 km radie.[2] Mer om algoritmen finns här: Användare:Lsjbot/Algoritmer.